# 1968年香港
|        | 香港歷史 \| 香港歷史年表                                                                                                   |
| 世紀： | 19世紀香港 \| 20世紀香港 \| 21世紀香港                                                                                     |
| 年代： | 1930年代香港 \| 1940年代香港 \| 1950年代香港 \| 1960年代香港 \| 1970年代香港 \| 1980年代香港 \| 1990年代香港               |
| 年份： | 1964年香港 \| 1965年香港 \| 1966年香港 \| 1967年香港 \| 1968年香港 \| 1969年香港 \| 1970年香港 \| 1971年香港 \| 1972年香港 |
| 紀年： | 戊申年（猴年）、香港開埠127周年、香港重光23周年                                                                            |

## 政府

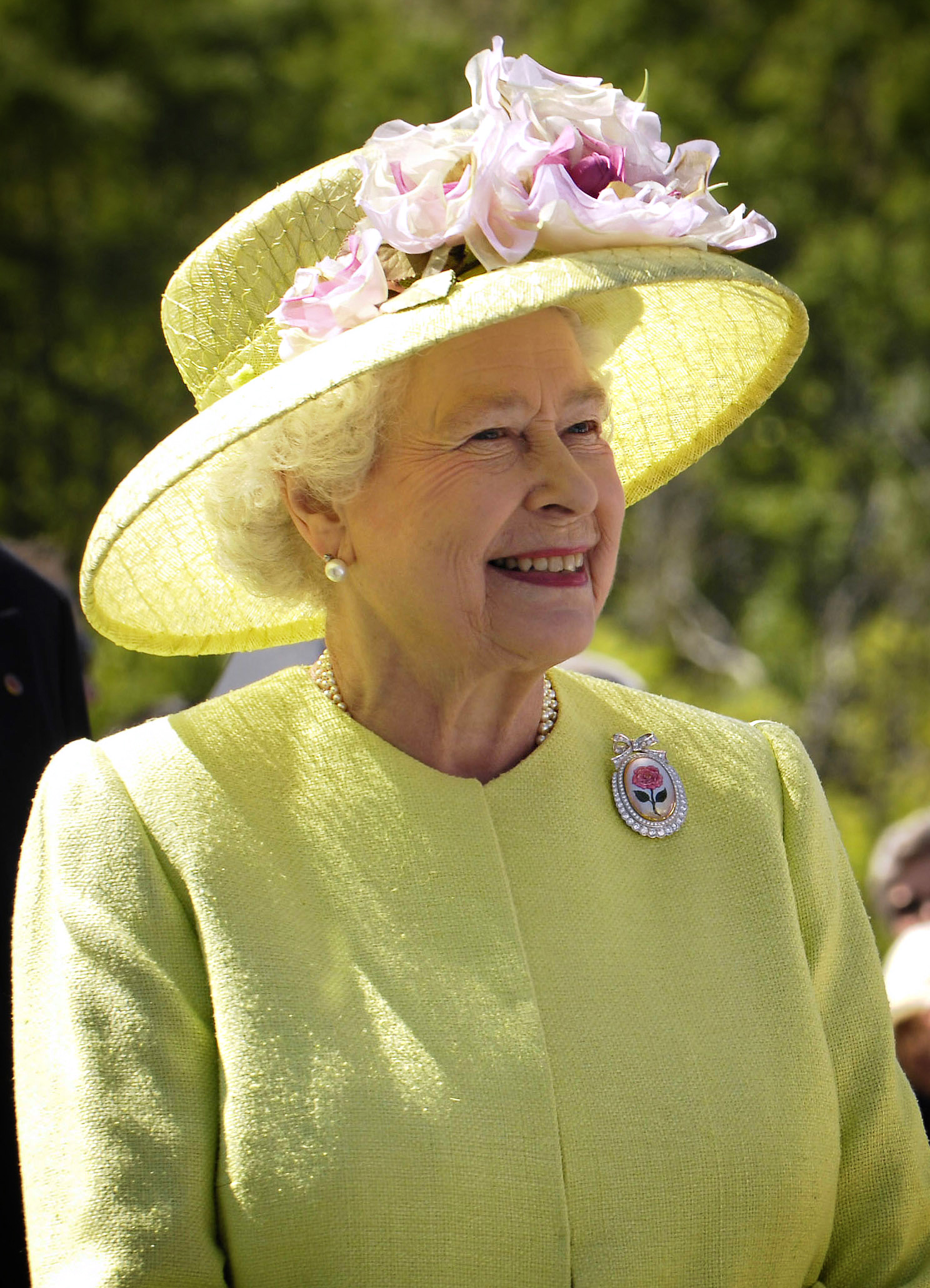
英国君主：伊丽莎白二世

## 大事記
- 元旦：
  - 中環有利銀行發生劫案，一名護衛員被殺
  - 香港無線電視引入「日本紅白歌唱大賽」至有線電視接管為止。
- 1月9日 香港正式禁止燃放煙花爆竹。
- 1月18日 粵劇界聞人黃琪浩之妻劉潔雯被不明人士殺害。
- 1月19日 的士司機於觀塘秀茂坪山邊，被人被一群青少年劫殺。
- 2月5日 早上六時許，一輛行走6C線的AEC Regent五型「大水牛」雙層巴士（A71，車牌號碼AD4863）在加士居道與一輛貨車相撞後衝入公主道與漆咸道交界處之草坪，車上兩名乘客受傷送院治理。
- 2月7日 黃竹坑警校內一名學警佩槍走火另一學警中彈死亡。[1]
- 2月12日 長沙灣唐樓重大火災，19死7傷。[2][3]
- 2月14日 《香港集體運輸研究》報告書發表，專家建議興建地下鐵路系統。
- 2月20日 觀塘富合工廠大廈大火，2人被困電梯焗死。
- 3月6日 深水埗北河街，青年黃啟文被一群青少年刺傷致死。
- 3月10日 香港灣仔新碼頭正式啟用。
- 3月11日 深水埗荔枝角道永明大廈凌晨發生劫殺案，1名男子被刺死。[4]
- 3月24日 港督府花園首次開放，讓市民進入觀賞杜鵑花。
- 4月12日 大色狼「金魚佬」方龍輝於1967年6月至12月多次非禮女童被判終身監禁[5]。
- 4月15日 連貫中區及東區的海旁大道（告士打道高速路段）動工興建。
- 4月25日 下午四時許，一輛行走2A線的丹拿C型雙層巴士（D275，車牌號碼AD4731）在亞皆老街近窩打老道交界處與一輛行走3號線的丹拿C型雙層巴士（D223，車牌號碼HK4464）相撞，18人受傷。
- 4月20日 市政局於卜公碼頭舉行新潮舞會。
- 5月5日 
  - 70歲老翁於元朗大馬路37號外被刺傷，送至元朗馬會醫院後不治。
  - 兩幫流氓於當日凌晨旺角豉油街與上海街交界處打鬥，其中24歲青年徐送死亡
  - 跑馬地黃坭涌道55-57號翠景樓十一樓A座，因新屋主動工將一個灶床拆除，發現灶底埋藏婦孺碎屍案。一個婦女及一個小童被碎屍共十六塊後，以英泥密封於住宅廚房的灶底。藏屍之兩處灶床俱用磁磚密封，所以數月之久無人察覺。
- 5月21日 牛頭角下邨3座1404室少婦被刺廿一刀慘死。[6]
- 5月23日 屏山洪水橋發生嚴重車禍，4死2傷。
- 6月4日 香港島西部大口環的根德公爵夫人兒童醫院啟用。
- 6月8日 1968年度香港小姐競選於尖沙咀美麗華酒店舉行決賽，當晚同時選出「香港小姐」及「香港公主」組別的三甲得主；翁茵茵奪得香港小姐冠軍，李司棋榮膺香港公主冠軍。[7]
- 6月13日 暴雨成災，22死[8]26傷[9]。
- 6月22日－9月10日，香港海面先後撈獲60具浮屍[10]，均屬中國文化大革命期間被迫害跳海或被殺害後扔下海而飄流至本港者，部份死者死狀恐怖，有的被五花大綁、有的被斬去屍身、有的被斬去頭顱，澳門則撈獲約40具。
- 6月18日 香港勞資關係協進會成立。
- 6月30日 中國炮艇及武裝漁船在后海灣夾走香港漁船實十四艘共五十七人往內地。[11][12]
- 7月3日 龍翔道巴士撞山，1死64傷。
- 7月29日 3名小童於大埔滘對出海面溺斃。
- 7月 香港首次舉辦青少年暑期活動計劃。
- 8月8日 筆架山小西湖水坑藏屍案。
- 8月11日 荃灣楊屋道球場正式啟用。
- 8月14日 英女皇批准港督戴麟趾延續任期一年。
- 8月15日 電話號碼999正式成為本港的電話報警系統。
- 8月21日 颱風雪麗橫過香港，皇家香港天文台在下午4時10分至晚上11時45分懸掛十號風球。當晚7時至9時30分，雪麗的風眼掠過香港天文台總部。風暴期間造成3死[13]4傷。
- 9月17日 坑口富茂船廠拆卸舊油輪期間發生爆炸，觸發四級大火，5死17傷。
- 9月18日 早上近八時，一輛亞比安13型（L206，車牌號碼AD7223）在咸田巴士總站失控剷上總站月台，造成1死3傷。
- 9月26日 香港警隊成立警察機動部隊。
- 9月27日 
  - 《僱傭條例》頒布實施。
  - 香港南區華富邨陸續落成入伙。
- 10月 大家樂開業，首間分店位於銅鑼灣糖街，至今已成為香港3大中式快餐連鎖店之一。
- 10月6日 落馬洲新田村少女被刺斃。[14]
- 10月14日 土瓜灣盲人工廠工人因工錢問題與盲人輔助會發生衝突。[15]
- 10月20日 新界太和市紀念建墟七十五年，舉行會景巡遊。
- 10月21日 新界元朗屏山鄉欖口村掘出兩尊三百年前大炮。
- 10月29日 九龍荔枝角大橋完工啟用[16]。
- 10月30日 東頭邨火警，4人喪生。
- 11月8日 香港公益金成立。
- 11月9日 
  - 石崗軍操看台倒塌，150名觀眾受傷。
  - 新蒲崗八達街安達工業大廈發生五級火（5傷）[17]
- 11月10日 恒生銀行大廈八樓五級火（1死2傷）
- 11月17日 消防署舉行成立一百週年大會操。
- 11月27日 新界西貢區公共圖書館啟用。
- 12月1日 運輸署成立。

- 船灣淡水湖完工。
- 香港記者協會成立。

### 節慶
下列節慶，如無註明，均是香港的公眾假期，同時亦是法定假日（俗稱勞工假期）。有 # 號者，不是公眾假期或法定假日（除非適逢星期日或其它假期），但在商業炒作下，市面上有一定節慶氣氛，傳媒亦對其活動有所報導。詳情可參看香港節日與公眾假期。
- 1月1日（星期一）：元旦（根據法定假日放假的機構，或會冬至放假，元旦不放假）
- 1月29日（星期一）：農曆年初一之前一日（是法定假日，但不是公眾假期，根據法定假日放假的機構，或會農曆年初二放假，年初一之前一日不放假。部份機構或會提早下班）
- 1月30日（星期二）：農曆年初一
- 1月31日（星期三）：農曆年初二（根據法定假日放假的機構，或會農曆年初二放假，年初一之前一日不放假）
- 2月1日（星期四）：農曆年初三（是公眾假期，但不是法定假日）
- 4月4日（星期四）：兒童節 #
- 4月5日（星期五）：清明節
- 4月12日（星期五）：耶穌受難節（是公眾假期，但不是法定假日）
- 4月13日（星期六）：耶穌受難節翌日（是公眾假期，但不是法定假日）
- 4月15日（星期一）：復活節星期一（是公眾假期，但不是法定假日）
- 4月23日（星期二）：英女皇壽辰（是公眾假期，但不是法定假日）
- 5月31日（星期五）：端午節
- 7月1日（星期一）：7月份第一個周日（是公眾假期，但不是法定假日）
- 8月5日（星期一）：8月份第一個星期一（是公眾假期，但不是法定假日）
- 8月26日（星期一）：8月份最後一個星期一為重光紀念日（是公眾假期，但不是法定假日）
- 10月7日（星期一）：中秋節翌日
- 10月30日（星期三）：重陽節（是公眾假期，但不是法定假日）
- 10月31日（星期四）：萬聖夜 #
- 12月22日（星期日）：冬至（是法定假日，但不是公眾假期，根據法定假日放假的機構，或會元旦放假，冬至不放假。部份機構或會提早下班）
- 12月24日（星期二）：平安夜#（不是公眾假期或法定假日，但部份機構或會提早下班或放假一天）
- 12月25日（星期三）：聖誕節（是公眾假期，但不是法定假日）
- 12月26日（星期四）：聖誕節後第一個周日（是公眾假期，但不是法定假日）
- 12月31日（星期二）：公曆除夕# （不是公眾假期或法定假日，但部份機構或會提早下班或放假一天）

## 出生人物
- 1月16日 蘇玉華
- 2月4日 陳國邦
- 3月31日 謝婉雯 醫生（2003年逝世）
- 4月13日 邵傳勇
- 5月16日 邱淑貞
- 5月21日 梁仲基
- 5月30日 陳慧珊
- 6月27日 馬德鐘
- 9月25日 陳輝陽
- 11月23日 何嘉麗

## 逝世人物
- 12月27日 影星樂蒂自殺身亡。
- 二級消防員歐文偉，殉職於恒生銀行大廈五級火。